# Attala (Hongrie)
Attala (hongrois : Attala [ˈɒtːɒlɒ]) est une localité hongroise située dans le comitat de Tolna.

## Site et localisation

### Topographie et hydrographie
La localité se trouve à la jonction de deux régions naturelles : le Zselic septentrional et le Külső-Somogy méridional, séparées par la rivière Kapos, qui marque la limite sud de la commune. Les localités voisines incluent Csoma, Kapospula, Nagyberki et Szabadi.

## Histoire
L'histoire d'Attala remonte à l'époque romaine, période durant laquelle la localité aurait abrité un camp fortifié, comme en témoignent les briques et vestiges de constructions retrouvés aux abords du village. Une légende locale raconte qu'un château s'élevait autrefois à cet endroit, dirigé par une noble dame romaine nommée Atala. Selon la tradition orale, elle aurait fait murer toutes les fenêtres du château, sauf une, en déclarant : « Si je fais murer cette dernière, même Dieu ne pourra plus me voir ! » À la suite de ces paroles défiantes, le château se serait mystérieusement enfoncé dans le sol.
La première mention écrite de la localité date de 1138, sous le nom Atila, alors qu'elle appartenait au prévôt de Dömsöd. D'après les registres de la dîme papale de 1332-1337, Attala était déjà un village doté d'une église. En 1450, elle apparaît sous le nom Felsewathala et figure parmi les possessions de Benedek Zichy. Durant l'occupation ottomane, la population locale fut en partie remplacée par des colons serbes, entraînant la division du village en Rác-Atala (Atala serbe) et Magyar-Atala (Atala hongrois). En 1661, les deux parties du village appartenaient à Ferenc Gorup, prévôt de Győr et chanoine de Székesfehérvár. En 1695, l'empereur Léopold Ier offrit Attala à András Matusek, évêque titulaire et chanoine de Győr. C'est sous son administration que l'on retrouve l'implantation définitive du village, qui comptait six foyers en 1715.
Le domaine passa ensuite sous la juridiction du custodiatus de Székesfehérvár, avant d'être acquis en 1726 par le comte László Nádasdy, évêque de Csanád. C'est à lui que l'on doit la construction du premier édifice religieux du village, une église et un presbytère érigés en 1716. Cependant, en 1733, la localité fut réintégrée au custodiatus de Székesfehérvár. En 1807, le roi attribua la commune à l'ordre des pères piaristes, ce qui favorisa son développement. L'église catholique actuelle fut édifiée entre 1860 et 1865.
Administrativement, Attala dépendait autrefois du district d'Igal, puis de celui de Kaposvár, dans le comitat de Somogy, jusqu'en 1975, date à laquelle elle fut rattachée au comitat de Tolna avec plusieurs villages voisins. Dès 1914, la localité disposait déjà d'un bureau de poste, d'un télégraphe, d'une paroisse et d'un moulin à vapeur. La gare la plus proche, Attala-Csoma, se trouvait à deux kilomètres du village. Ce n'est qu'en 1937-1938 qu'Attala obtint un arrêt ferroviaire, après de nombreuses négociations, les paysans locaux refusant initialement de céder des terres pour la construction d'une gare.
Au début du XXe siècle, Attala englobait également Csökepuszta, une localité située au nord du village, aujourd'hui disparue et comptant seulement 29 habitants en 1900. En 1962, le hameau de Szentivánpuszta, auparavant rattaché à Gölle, fut intégré à Attala et constitue encore aujourd'hui un hameau habité. Lors du recensement de 2001, il comptait 47 habitants.

## Population

### Minorités culturelles et religieuses
Lors du recensement de 2011, la population d'Attala se composait à 88,7 % de Hongrois, tandis que 2,8 % s'identifiaient comme Roms, 0,2 % comme Croates et 0,2 % comme Allemands. Une part de 11,3 % des habitants n'a pas déclaré d'appartenance ethnique. En raison des identités multiples, le total peut dépasser 100 %. Concernant la répartition religieuse, la majorité des habitants, soit 71,7 %, étaient catholiques romains, suivis par 2,2 % de réformés, 0,6 % de luthériens, tandis que 9,9 % se déclaraient sans affiliation religieuse et 14,3 % n'ont pas répondu à la question.
D'après le recensement de 2022, la proportion de Hongrois a légèrement augmenté pour atteindre 92,1 %, tandis que 1,1 % de la population s'identifiait comme Roms, 1 % comme Allemands, 0,4 % comme Ukrainiens et 0,1 % comme Roumains. En outre, 1,1 % des habitants appartenaient à d'autres groupes ethniques non autochtones, et 7,4 % n'ont pas déclaré leur nationalité. La distribution religieuse a également évolué : 54,3 % des habitants étaient catholiques romains, 1,8 % réformés, 0,8 % évangéliques, 0,1 % grecs-catholiques, tandis que 10,2 % se déclaraient sans affiliation religieuse et 31 % ont préféré ne pas répondre.

## Équipements

### Réseaux extra-urbains
Le principal axe routier traversant le village d'est en ouest est la route nationale 61, reliant Dunaföldvár à Kaposvár et Nagykanizsa. Au nord, Attala est reliée à Gölle, dans le comitat de Somogy, par la route secondaire 6521. Son hameau de Szentivánpuszta, situé à environ cinq kilomètres au nord-ouest du centre du village, est accessible par la route secondaire 65 161, qui bifurque vers l'ouest depuis la 6521.
La localité est traversée par la ligne ferroviaire Dombóvár–Gyékényes, mais depuis le 11 décembre 2022, les trains ne marquent plus d'arrêt à Attala.

## Patrimoine local
L'église catholique romaine d'Attala, construite en 1867, constitue l'un des édifices religieux emblématiques de la localité.
Parmi les monuments notables, on trouve la statue de Saint Emeric, érigée en 1931, ainsi que la statue de Saint Jean Népomucène, classée monument historique.
En 2007, un musée ethnographique (tájház) a été inauguré afin de préserver et de présenter le patrimoine culturel local.
Enfin, la localité partage un lien symbolique avec le comté d'Attala, dans l'État du Mississippi (États-Unis). Ce partenariat s'est concrétisé par l'érection d'un monument commémoratif en hommage aux liens historiques et culturels unissant les deux localités.

## Personnalités liées à la localité
József Földvári (1926-2006), juriste et professeur d'université, fut recteur de l'Université des Sciences de Pécs entre 1975 et 1984. Son apport dans le domaine juridique et académique a marqué l'enseignement supérieur en Hongrie.